# Estádio de Alexandria
O Estádio de Alexandria (em árabe: إستاد الأسكندرية) é um estádio multiuso localizado na cidade de Alexandria, no Egito. Inaugurado em 1929, é o estádio mais antigo construído na África, sendo utilizado principalmente para competições de futebol. É oficialmente a casa onde os clubes locais Al-Ittihad e Smouha mandam seus jogos oficiais por competições nacionais e continentais. Sua capacidade máxima é de 19 676 espectadores.

## Histórico
Projetado pelo arquiteto russo Vladimir Nicohosov, que se inspirou seu projeto na arquitetura árabe, o estádio foi oficialmente inaugurado em 1929 pelo então rei Fuade I, é popularmente conhecido como  Casa do Futebol por ter sido o primeiro estádio construído no país.
O estádio sediou importantes competições, incluindo os Jogos do Mediterrâneo de 1951 e quatro edições do Campeonato Africano das Nações: em 1974, 1986, 2006 e 2019. Nelas, a Seleção Egípcia de Futebol foi 3.º lugar em 1974, campeão em 2006 e 2019 e eliminado nas oitavas-de-final em 2019.  

## Infraestrutura
A pista de atletismo que circunda o gramado é tão ampla que ultrapassa os limites internos do estádio. As torcidas visitantes que acompanham seus times quando estes jogam contra o Al-Ittihad ou o Smouha estão longe do gramado ao ficarem nas arquibancadas laterais. A ala norte do estádio é composta por pequenas arquibancadas cobertas, sendo considerada a parte nobre do estádio.